# Monako na Zimowych Igrzyskach Olimpijskich Młodzieży 2012
Monako na Zimowych Igrzyskach Olimpijskich Młodzieży 2012, które odbywały się w Innsbrucku reprezentowało 3 zawodników.

## Skład reprezentacji Monako

### Bobsleje
Chłopcy
| Zawodnik                  | Konkurencja           | Ślizg 1 | Ślizg 2 | Razem   | Miejsce |
| ------------------------- | --------------------- | ------- | ------- | ------- | ------- |
| Rudy Rinaldi Jeremy Torre | Ślizg dwójek chłopców | 54,65   | 54,66   | 1:41.39 |         |

### Narciarstwo alpejskie
Chłopcy
| Zawodnik      | Konkurencja     | Wyniki  | Wyniki       | Wyniki       | Wyniki       |
| Zawodnik      | Konkurencja     | Runda 1 | Runda 2      | Razem        | Miejsce      |
| ------------- | --------------- | ------- | ------------ | ------------ | ------------ |
| Bryan Pelassy | Slalom          | 48.19   | Nie ukończył | Nie ukończył | Nie ukończył |
| Bryan Pelassy | Slalom gigant   | 1:06.17 | 1:01.56      | 2:07.73      | 33.          |
| Bryan Pelassy | Supergigant     |         |              | 1:16.51      | 38.          |
| Bryan Pelassy | Superkombinacja | 1:13.58 | 45.16        | 1:58.74      | 30.          |